# T-St-S 79
Srub T-St-S 79 byl projektován jako tvrzová minometná věž těžkého opevnění na Trutnovsku umístěna ve středu tvrze Stachelberg. Srub měl být vybudován jako součást tvrzového opevnění Československa před 2. světovou válkou.
Význam srubu měl být pro vykrytí hluchých palebných prostorů vně i uvnitř tvrze celém rozsahu 360° (úhlových stupňů). Hlavní předpoklad vedení palby směřoval na odvrácené severní svahy Stachelbergu a úžlabin mezi Žacléřem, Lamperticemi, Křenovem a Prkenným Dolem.

## Poloha
Srub byl projekčně umístěn do středu tvrze, za vrchol hřebenu ve směru postupu nepřítele. Obvod srubu měl být pasivně zajištěn protipěchotními překážkami. Mimo věže pro minomety a zvonu pro lehký kulomet neměl jiné střílny a byl zcela zapuštěn do země. Palebné zajištění srubu bylo ponecháno na sousedních srubech T-St-S 78 a T-St-S 72.

## Výzbroj
Hlavní výzbroj měly tvořit dva minomety ráže 12 cm B12 místo původně plánovaných 9 cm minometů vz. 38. Dostřel minometů byl projektován v rozsahu 250 – 7.500 m a v horizontálním rozsahu 360°. Palba měla být řízena z okolních dělostřeleckých pozorovatelen. Protože objekt byl projekčně situován na odvrácenou stranu hřebenu od nepřítele, neměl nouzový výlez ani nevystupoval na povrch, bylo okolí srubu zajištěnou pouze lehkým kulometem vz. 26 ve zvonu.

## Výstavba
K 1. říjnu 1938 nebyla zahájena (nebyl ani projekčně dořešen).